# Michał Zabłocki
Michał Wojciech Zabłocki (ur. 23 września 1964 w Warszawie) – polski poeta, autor tekstów piosenek, scenarzysta, reżyser i producent spektakli i widowisk muzycznych. Prezes krakowskiego oddziału Stowarzyszenia Pisarzy Polskich, członek zwyczajny Stowarzyszenia Autorów i Kompozytorów ZAIKS, oraz Akademii Fonograficznej ZPAV. Właściciel firmy i fundacji Poemat. Wiceprezes Stowarzyszenia Polskich Weteranów Szermierki.

## Życiorys
Michał Zabłocki jest synem Wojciecha Zabłockiego (1930–2020), architekta oraz szermierza i Aliny Janowskiej (1923–2017), aktorki. Absolwent Wydziału Polonistyki Uniwersytetu Warszawskiego (1987) oraz Wydziału Reżyserii PWSFTviT w Łodzi (1992). Od 1987 współpracował z kabaretem „Piwnica pod Baranami”, przede wszystkim z Grzegorzem Turnauem, Anną Szałapak, Beatą Rybotycką, Agnieszką Chrzanowską, Jackiem Wójcickim. Jego teksty śpiewa także Czesław Mozil, Kuba Badach, Sławek Uniatowski, Maciej Balcar, Golec uOrkiestra, Ania Rusowicz, zespoły Dżem, Co-opera i wielu innych artystów. Zadebiutował w 1982 roku publikacją trzech wierszy w czasopiśmie „Radar”. Wydał kilkanaście tomików wierszy.
Wielokrotny mistrz i wicemistrz Polski juniorów w szermierce indywidualnie i drużynowo (szabla), zajął szóste miejsce na Mistrzostwach Świata juniorów w Leningradzie (1984).
Jest pomysłodawcą i realizatorem serii poetyckich działań medialnych znanych pod nazwą „Multipoezja”. W 2010 roku stworzył działający do tej pory międzynarodowy serwis internetowy według własnego pomysłu Emultipoetry.eu. Od 2002 roku prowadzi akcję poetycką Wiersze na murach przy ul. Brackiej 2 w Krakowie. Jest inicjatorem i organizatorem Dyskusyjnych Klubów Czytelniczych w Krakowie. Był pomysłodawcą i inicjatorem kwartalnika literackiego Czas Literatury wydawanego od 2018 roku przez Bibliotekę Kraków, w którym do 2021 roku pełnił także rolę koordynatora prac wydawnicznych.
Od 2010 roku prowadzi warsztaty poetyckie w Studium Literacko-Artystycznym na Uniwersytecie Jagiellońskim w Krakowie. Od 2023 roku zaczął prowadzić projekt wokalny "Zabłocki Osobiście". W 2024 na 61. KFPP Opole dostał nagrodę od telewidzów za swoją piosenkę "Ławeczka" we współpracy ze Czesławem Mozilem

## Odznaczenia i nagrody
Laureat plebiscytu Muzycznej Jedynki w kategorii najlepszy tekst roku 1993 za piosenki Cichosza Grzegorza Turnaua i Zaklinanie czarowanie Jana Kantego Pawluśkiewicza w wykonaniu Anny Szałapak. Wspólnie z Agnieszką Chrzanowską laureat brązowego Wawrzynu Olimpijskiego za koncert i album Ogień olimpijski. Nominowany do nagrody Fryderyk 1994 za teledysk do piosenki „Cichosza” Grzegorza Turnaua. W marcu 2018 roku został uhonorowany Nagrodą Krakowska Książka Miesiąca za tom wierszy Janowska. Nominowany do nagrody polskiej edycji IBBY za najlepszą książkę dla dzieci 2019 w kategorii literackiej za tom Wiersze do kolorowania. Odznaczony brązowym medalem Gloria Artis w roku 2018. W 2021 otrzymał Nagrodę Miasta Krakowa.

## W filmie
- W 1978 roku w serialu Rodzina Leśniewskich wystąpił w czterech odcinkach jako Krzysiek, kolega Leszka.
- W 1987 roku wystąpił w serialu dokumentalnym pt. Biała broń, w którym wykonywał sekwencje pojedynków ze swoim ojcem[12].

## Publikacje książkowe
- Natężenie świadomości, Świat Literacki 1996
- Pustka w środku, Świat Literacki 1997
- Twój Dekalog, Poemat 2000
- Wszystko o miłości, Poemat 2000
- Warjutkowie, Poemat 2000
- Ogień olimpijski, Miniatura 2004
- 100 krótkich wierszy, Świat Literacki 2004, wydanie polsko-angielskie
- Zrywałem kwiaty z zamkniętymi oczami, Austria 2005, wydanie niemieckojęzyczne
- Blogostan_01, Czuły Barbarzyńca Press 2010
- Niech żyje Multipoezja, Stowarzyszenie KEN 2012
- Niech żyje Multipoezja T. 2, Stowarzyszenie KEN 2013
- Koleżanki mojej żony, czyli Blogostan 02, Czuły Barbarzyńca Press 2015
- Pośmiewiska, Fundacja Poemat 2015
- Janowska, Czuły Barbarzyńca Press 2017
- Wiersze do kolorowania, Czuły Barbarzyńca Press 2018
- Tacierz, Fundacja Poemat 2020
- Wiersze do kolorowania 2, Czuły Barbarzyńca Press 2020
- Nagroda piosenki dla widzów, 61 KFPP Opole 2024

## Dyskografia
- 1991: Grzegorz Turnau: Naprawdę nie dzieje się nic – teksty utworów „Życia modele”, „Złoty sznur”, „Byłem w Nowym Jorku” i „Naprawdę nie dzieje się nic”
- 1993: Grzegorz Turnau: Pod światło – teksty utworów „Rozmowa z kobietą bez twarzy” i „Cichosza”
- 1994: Grzegorz Turnau: Turnau w Trójce – teksty utworów „Byłem w Nowym Jorku”, „Życia modele”, „Rozmowa z kobietą bez twarzy”, „Naprawdę nie dzieje się nic”, „Cichosza”
- 1995: Grzegorz Turnau: To tu, to tam – teksty utworów „Między ciszą a ciszą”, „To tu, to tam”, „Natężenie świadomości”, „Bracka”
- 1997: Grzegorz Turnau: Tutaj jestem – teksty utworów „Tutaj jestem”, „Niebezpieczne związki” i „Murarz”
- 1998: Agnieszka Chrzanowska: Nie bój się nic nie robić – autor większości tekstów, w tym tytułowej.
- 1999: Grzegorz Turnau: Ultima – teksty utworów „Świat się stworzył”, „Jestem synem mego ojca”, „Są pewne sprawy”, „Ciała” i „Tak – nie mów tak”
- 2000: Agnieszka Chrzanowska: Cały świat płonie – autor większości tekstów (w tym piosenki tytułowej)
- 2002: Grzegorz Turnau: Nawet – tekst utworu „Gniew”
- 2004: Agnieszka Chrzanowska: Ogień olimpijski – autor wszystkich tekstów
- 2005: Agnieszka Chrzanowska: Tylko dla kobiet – autor wszystkich tekstów
- 2008: Pan Kazimierz: Musical – autor wszystkich tekstów
- 2008: Czesław Śpiewa: Debiut – autor wszystkich tekstów
- 2009: Jacek Łągwa: Rozdział drugi – teksty utworów „Zaklinam czas”, „Na Kazimierzu Ty”
- 2009: Agnieszka Chrzanowska: Bez udziału gwiazd – autor większości tekstów (w tym piosenki tytułowej)
- 2010: Grzegorz Turnau: Fabryka klamek – tekst utworów „Motyliada”, „Przepakowania”, „Nowomowa”, „Lubię duchy”, „Dobrani do pary”
- 2010: Maciej Balcar: Ogień i woda – tekst utworu „Stop!”
- 2010: Dżem: Muza – tekst utworu „Bujam się”
- 2011: Czarne Korki: La la la – autor wszystkich tekstów
- 2011: Michał Jurkiewicz: Gra mandolina – autor tekstów „Cierpliwe anioły”, „Małe M”, „Kto rozrabiał tak jak ja”, „Cierpliwe anioły”
- 2014: Czesław Śpiewa: Księga Emigrantów Tom I – autor wszystkich tekstów
- 2014: Co-opera: Co-opera – autor wszystkich tekstów
- 2014: Adam Krylik: Kto za mną stoi – teksty utworów „Podróż do środka”, „Nie nabrany”, „Boję się żyć”, „Każda chwila”
- 2014: Honzator: Chłopaki na start! – autor wszystkich tekstów
- 2015: Jacek Wójcicki: Zaklinam czas – autor wszystkich tekstów